# Tundagan (Hantara)
Tundagan is een bestuurslaag in het regentschap Kuningan van de provincie West-Java, Indonesië. Tundagan telt 2957 inwoners (volkstelling 2010).